# Canton du Faou
Le canton du Faou est une division administrative française, située dans le département du Finistère et la région Bretagne.

## Composition
Le canton du Faou regroupe les communes suivantes :
| Nom                       | Code Insee | Codepostal | Superficie (km2) | Population (dernière pop. légale) | Densité (hab./km2) |
| ------------------------- | ---------- | ---------- | ---------------- | --------------------------------- | ------------------ |
| Le Faou (chef-lieu)       | 29053      | 29590      | 11,85            | 1 714 (2012)                      | 145                |
| Lopérec                   | 29139      | 29590      | 39,49            | 836 (2012)                        | 21                 |
| Pont-de-Buis-lès-Quimerch | 29302      | 29590      | 41,39            | 3 863 (2012)                      | 93                 |
| Rosnoën                   | 29240      | 29590      | 33,64            | 961 (2012)                        | 29                 |

## Histoire
- De 1833 à 1848, les cantons de Châteaulin et du Faou avaient le même conseiller général. Le nombre de conseillers généraux était limité à 30 par département.

### Conseillers généraux de 1833 à 2015
| Période           | Identité                                    | Parti                           | Qualité |
| ----------------- | ------------------------------------------- | ------------------------------- | --- |
| 1833-1848         | voir Canton de Châteaulin                   |                                 | |
| 1848-1880 (décès) | Théophile de Pompéry                        | Républicain                     | Propriétaire et agriculteur à Rosnoën Président du comice agricole du Faou Député (1871-1880) |
| 1880-1889         | Hippolyte Caurant                           | Républicain Centre gauche       | Conseiller de préfecture puis secrétaire général du Cher Député (1880-1885) |
| 1889-1890 (décès) | Auguste Marie Bourhis                       | Républicain                     | Docteur en médecine |
| 1890-1901         | Hippolyte Caurant                           | Républicain                     | Ancien député |
| 1901-1927         | Albert Louppe                               | Républicain                     | Ingénieur Président du Conseil Général Député (1914-1919) Sénateur (1921-1927) |
| 1927-1940         | Yves Bourhis (fils d'Auguste-Marie Bourhis) | Rad.                            | Médecin - Maire du Faou |
|                   |                                             |                                 | |
| 1943-1945         | Sébastien Menez (1891-1955)                 |                                 | Cultivateur Maire de Rosnoën Nommé conseiller départemental en 1943 |
|                   |                                             |                                 | |
| 1945-1955 (décès) | Yves Bourhis                                | Rad.                            | Médecin, Le Faou |
| 1955-1976         | Suzanne Ploux                               | Rad. puis DVD puis UNR puis UDR | Députée (1962-1973) Ministre Maire de Pont-de-Buis-les-Quimerch (1945-1974) |
| 1976-2001         | Jean Crenn                                  | UDR puis RPR                    | Agriculteur Conseiller municipal de Lopérec puis adjoint au maire de Pont-de-Buis-les-Quimerch Député (1973-1981)                                                                                        |
| 2001-2015         | Roger Mellouët                              | PS                              | Cadre à La Poste Maire de Pont-de-Buis-les-Quimerch Président de la Communauté de Communes de l'Aulne Maritime Vice-Président du Conseil Général Élu en 2015 dans le Canton de Pont-de-Buis-lès-Quimerch |

### Conseillers d'arrondissement (de 1833 à 1940)
| Période                                  | Période      | Identité                         | Étiquette    | Qualité |
| ---------------------------------------- | ------------ | -------------------------------- | ------------ | --- |
| 1833                                     | 1840 (décès) | Alain Marie Morvan (1789-1840)   |              | Notaire royal, ancien maire du Faou                                                                         |
| 1840                                     | 1848         | M. Caurant                       |              | Notaire au Faou                                                                                             |
|                                          |              |                                  |              | |
| 1871                                     |              | Félix-Yves Charuel (1804-1882)   |              | Notaire honoraire, suppléant du juge de paix, vice-président du comice agricole du Faou                     |
|                                          |              |                                  |              | |
| 1890                                     | 1910 (décès) | Henri-Marie Quilliou (1844-1910) | Républicain  | Maire de Rosnoën (1884-1910)                                                                                |
| 1910                                     | 1925         | M. Le Gall                       | Rad. puis RG | Maire de Quimerch                                                                                           |
| 1925                                     | 1940         | Jean-Yves Crenn                  | RG           | Agriculteur, maire de Lopérec (1919-1945), Président du Conseil d'arrondissement                            |
| 1940                                     |              |                                  |              | Les conseils d'arrondissement ont été suspendus par la loi du 12 octobre 1940 et n'ont jamais été réactivés |
| Les données manquantes sont à compléter. |              |                                  |              | |

## Démographie
| 1962  | 1968  | 1975  | 1982  | 1990  | 1999  | 2006  | 2011  | 2012  |
| ----- | ----- | ----- | ----- | ----- | ----- | ----- | ----- | ----- |
| 7 976 | 7 390 | 6 920 | 6 630 | 6 420 | 6 505 | 7 089 | 7 423 | 7 374 |